# Honduras a 2012. évi nyári olimpiai játékokon
Honduras a nagy-britanniai Londonban megrendezett 2012. évi nyári olimpiai játékok egyik részt vevő nemzete volt. Az országot az olimpián 8 sportágban 27 sportoló képviselte, akik érmet nem szereztek.

## Atlétika
Férfi
| Versenyző      | Versenyszám | Előfutam | Előfutam | Előfutam | Elődöntő | Elődöntő | Elődöntő | Döntő   | Döntő    |
| Versenyző      | Versenyszám | Idő      | Hely.    | Össz.    | Idő      | Hely.    | Össz.    | Idő     | Helyezés |
| -------------- | ----------- | -------- | -------- | -------- | -------- | -------- | -------- | ------- | -------- |
| Ronald Bennett | 110 m gát   | 14,45    | 9.       | 44.      | kiesett  | kiesett  | kiesett  | kiesett | kiesett  |

Női
| Versenyző       | Versenyszám | Előfutam | Előfutam | Előfutam | Elődöntő | Elődöntő | Elődöntő | Döntő   | Döntő    |
| Versenyző       | Versenyszám | Idő      | Hely.    | Össz.    | Idő      | Hely.    | Össz.    | Idő     | Helyezés |
| --------------- | ----------- | -------- | -------- | -------- | -------- | -------- | -------- | ------- | -------- |
| Jeimy Bernárdez | 100 m gát   | 14,36    | 8.       | 41.      | kiesett  | kiesett  | kiesett  | kiesett | kiesett  |

## Birkózás

### Férfi
Szabadfogású
| Versenyző       | Versenyszám | Selejtező         | Nyolcaddöntő                       | Negyeddöntő       | Elődöntő          | Vigaszág első kör | Vigaszág elődöntő | Bronz- mérkőzés   | Döntő             | Helyezés |
| Versenyző       | Versenyszám | Ellenfél Eredmény | Ellenfél Eredmény                  | Ellenfél Eredmény | Ellenfél Eredmény | Ellenfél Eredmény | Ellenfél Eredmény | Ellenfél Eredmény | Ellenfél Eredmény | Helyezés |
| --------------- | ----------- | ----------------- | ---------------------------------- | ----------------- | ----------------- | ----------------- | ----------------- | ----------------- | ----------------- | -------- |
| Brandon Escobar | 55 kg       | erőnyerő          | Mihran Dzsaburjan (ARM) · 3–6, 0–6 | kiesett           | kiesett           |                   |                   |                   |                   | 12.      |

## Cselgáncs
| Versenyző   | Versenyszám | Selejtező                             | 32-es főtábla     | Nyolcaddöntő      | Negyeddöntő       | Elődöntő          | Vigaszág elődöntő | Bronz- mérkőzés   | Döntő             | Helyezés |
| Versenyző   | Versenyszám | Ellenfél Eredmény                     | Ellenfél Eredmény | Ellenfél Eredmény | Ellenfél Eredmény | Ellenfél Eredmény | Ellenfél Eredmény | Ellenfél Eredmény | Ellenfél Eredmény | Helyezés |
| ----------- | ----------- | ------------------------------------- | ----------------- | ----------------- | ----------------- | ----------------- | ----------------- | ----------------- | ----------------- | -------- |
| Kenny Godoy | Légsúly     | Zakari Gourouza (NIG) · 000(H)–100(0) | kiesett           | kiesett           | kiesett           | kiesett           |                   |                   |                   | 33.      |

## Labdarúgás

### Férfi
| Hondurasi férfi labdarúgócsapat-játékoskeret | Hondurasi férfi labdarúgócsapat-játékoskeret |
| --- | --- |
| - Jerry Bengtson* - Hilder Colón - Wilmer Crisanto - Roger Espinoza - Maynor Figueroa* - Luis Garrido - Eddie Hernández - Johnny Leverón - Alexander López | - Anthony Lozano - Mario Martínez - Alfredo Mejía - José Mendoza - Andy Najar - Arnold Peralta - Orlin Peralta - Francisco Reyes - David Velásquez |

* - túlkoros játékos

#### Eredmények
Csoportkör
D csoport
| Csapat              | M | Gy | D | V | Rg | Kg | Gk | P |
| ------------------- | - | -- | - | - | -- | -- | -- | - |
| Japán (JPN)         | 3 | 2  | 1 | 0 | 2  | 0  | +2 | 7 |
| Honduras (HON)      | 3 | 1  | 2 | 0 | 3  | 2  | +1 | 5 |
| Marokkó (MAR)       | 3 | 0  | 2 | 1 | 2  | 3  | −1 | 2 |
| Spanyolország (ESP) | 3 | 0  | 1 | 2 | 0  | 2  | −2 | 1 |

| 2012. július 26. 12:00 (13:00) |

| Honduras (HON)              | 2–2               | Marokkó (MAR)                       |
| --------------------------- | ----------------- | ----------------------------------- |
| Bengtson 56' 65' (11-esből) | (0–1) Jegyzőkönyv | Barrada 39' Labyad 67' Bergdich 72′ |

| Hampden Park, Glasgow Nézőszám: 23 421 Játékvezető: Pavel Královec (cseh) |

| 2012. július 29. 19:45 (20:45) |

| Spanyolország (ESP) | 0–1               | Honduras (HON) |
| ------------------- | ----------------- | -------------- |
|                     | (0–1) Jegyzőkönyv | Bengtson 7'    |

| St James’ Park, Newcastle Nézőszám: 26 523 Játékvezető: Juan Soto (venezuelai) |

| 2012. augusztus 1. 17:00 (18:00) |

| Japán (JPN) | 0–0         | Honduras (HON) |
| ----------- | ----------- | -------------- |
|             | Jegyzőkönyv |                |

| Ricoh Arena, Coventry Nézőszám: 25 862 Játékvezető: Slim Jedidi (tunéziai) |

Negyeddöntő
| 2012. augusztus 4. 17:00 (18:00) |

| Brazília (BRA)                       | 3–2               | Honduras (HON)                                                |
| ------------------------------------ | ----------------- | ------------------------------------------------------------- |
| Damião 38' 60' Neymar 50' (11-esből) | (1–1) Jegyzőkönyv | Martínez 12' Espinoza 48' Crisanto 32′, 33′ Espinoza 25′, 90′ |

| St James’ Park, Newcastle Nézőszám: 42 166 Játékvezető: Felix Brych (német) |

| Csapat         | Helyezés |
| -------------- | -------- |
| Honduras (HON) | 7.       |

## Ökölvívás
Férfi
| Versenyző     | Versenyszám | Selejtező                   | Nyolcaddöntő      | Negyeddöntő       | Elődöntő          | Döntő             | Helyezés |
| Versenyző     | Versenyszám | Ellenfél Eredmény           | Ellenfél Eredmény | Ellenfél Eredmény | Ellenfél Eredmény | Ellenfél Eredmény | Helyezés |
| ------------- | ----------- | --------------------------- | ----------------- | ----------------- | ----------------- | ----------------- | -------- |
| Bayron Molina | Papírsúly   | Devendro Szingh (IND) · RSC | kiesett           | kiesett           | kiesett           | kiesett           | 17.      |

RSC - a játékvezető megállította a mérkőzést

## Sportlövészet
Női
| Versenyző       | Versenyszám | Selejtező | Selejtező | Döntő   | Döntő    |
| Versenyző       | Versenyszám | Pont      | Helyezés  | Pont    | Helyezés |
| --------------- | ----------- | --------- | --------- | ------- | -------- |
| Claudia Fajardo | Légpisztoly | 348       | 48.       | kiesett | kiesett  |

## Súlyemelés
Férfi
| Versenyző  | Versenyszám | Szakítás | Szakítás | Lökés    | Lökés    | Összesen | Helyezés |
| Versenyző  | Versenyszám | Eredmény | Helyezés | Eredmény | Helyezés | Összesen | Helyezés |
| ---------- | ----------- | -------- | -------- | -------- | -------- | -------- | -------- |
| Joel Pavón | 94 kg       | 140      | 15.      | 180      | 17.      | 320      | 18.      |

## Úszás
Férfi
| Versenyző       | Versenyszám | Előfutam | Előfutam | Előfutam | Elődöntő | Elődöntő | Elődöntő | Döntő   | Döntő    |
| Versenyző       | Versenyszám | Idő      | Hely.    | Össz.    | Idő      | Hely.    | Össz.    | Idő     | Helyezés |
| --------------- | ----------- | -------- | -------- | -------- | -------- | -------- | -------- | ------- | -------- |
| Allan Gutiérrez | 400 m gyors | 4:09,10  | 4.       | 28.      | kiesett  | kiesett  | kiesett  | kiesett | kiesett  |

Női
| Versenyző     | Versenyszám | Előfutam | Előfutam | Előfutam | Elődöntő | Elődöntő | Elődöntő | Döntő   | Döntő    |
| Versenyző     | Versenyszám | Idő      | Hely.    | Össz.    | Idő      | Hely.    | Össz.    | Idő     | Helyezés |
| ------------- | ----------- | -------- | -------- | -------- | -------- | -------- | -------- | ------- | -------- |
| Karen Vilorio | 100 m hát   | 1:06,38  | 1.       | 41.      | kiesett  | kiesett  | kiesett  | kiesett | kiesett  |